# Tirado ilegal de basura

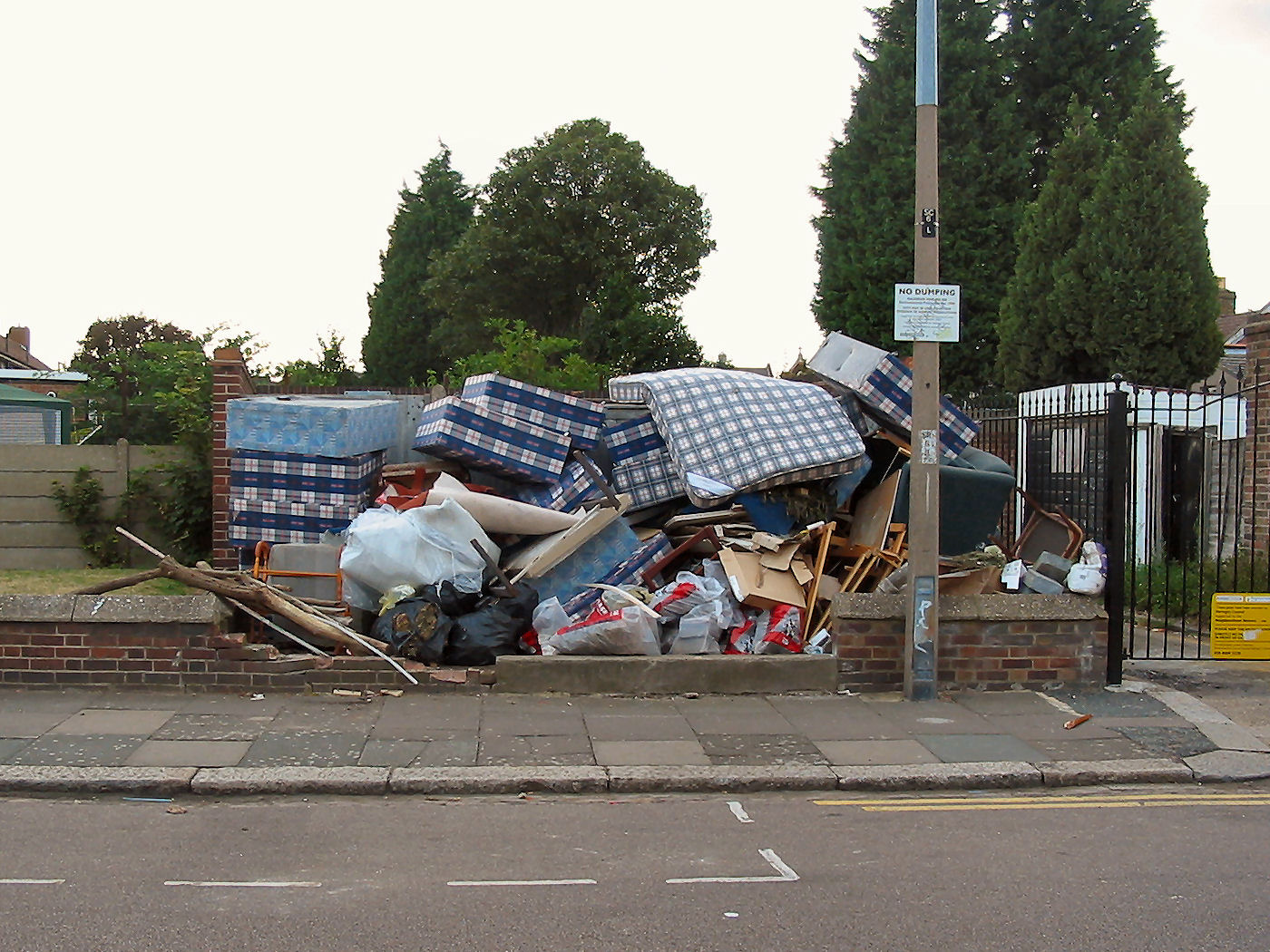
Tirado ilegal de basura en Scales Road, Londres, Inglaterra

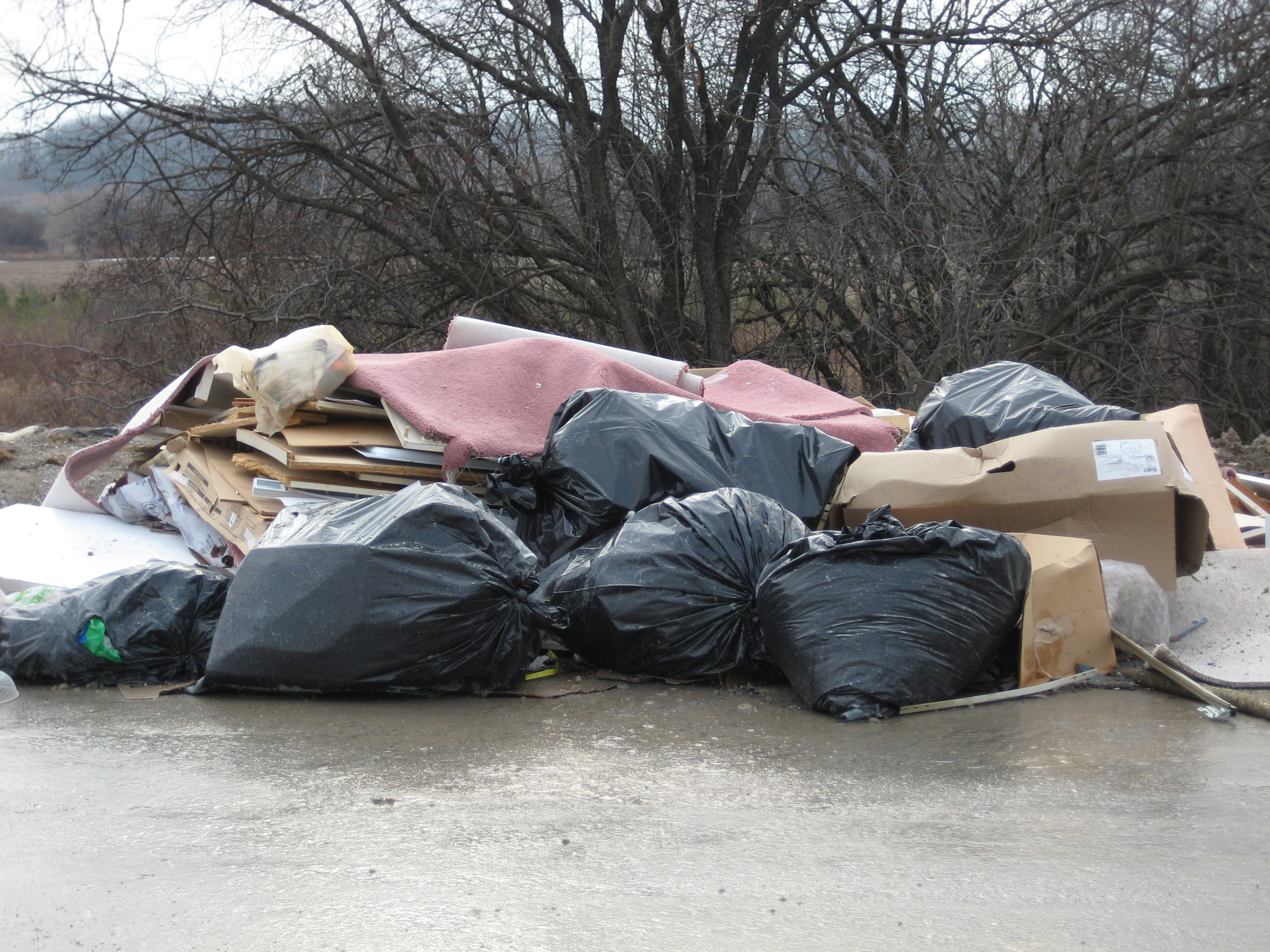
Tirado de basura ilegal en una subdivisión residencial, al norte de Toronto, Ontario, Canadá

El vertido ilegal de basura o también llamado residuo ilegal, se refiere a los desechos que son tirados ilegalmente, en lugar de hacer uso de métodos autorizados como lo es la recolección de basura o el uso de contenedores de basura autorizados. Es el depósito clandestino de cualquier desecho en la tierra, incluyendo basura tirada en lugares sin licencia para aceptar este tipo de desechos.

## Terminología
El vaciamiento ilegal de basura se diferencia por tirar basura en las calles, por el tipo y cantidad de material y/o la manera en la que se desecha. También, es la acción de tirar basura descuidadamente o casualmente en lugares no permitidos.

## Reino Unido
Los altos impuestos que deben pagar los vertederos en el Reino Unido han provocado el desecho ilegal de la basura. Los materiales que se desechan ilegalmente varían entre materia orgánica, basura doméstica, autos abandonados y hasta material de construcción. En ésta amplia variedad de desechos, muchos se consideran residuos peligrosos o tóxicos. 
Ya que el costo de depósito de basura doméstica ha incrementado, el número de individuos y empresas que tiran basura ilegalmente han incrementado también. Por lo tanto, el gobierno del Reino Unido ha facilitado a los miembros de la comunidad el proceso para reportar casos de basura ilegal. La multa o castigo es normalmente definido por el consejo que opera en el área local en donde se está dando la problemática de basura ilegal. BBC confirma que este problema les cuesta más de £50m anualmente al consejo de Inglaterra y Gales (2016).

## Tiraderos al Aire Libre
Los tiraderos al aire libre, o a cielo abierto, son ubicaciones en donde se desecha o abandona la basura ilegal en montones de desechos y escombros en cantidades abundantes. Las multas o penalizaciones, son un castigo común para una persona que es atrapada tirando basura ilegal en un tiradero al aire libre. Es común encontrar este tipo de tiraderos  en bosques y edificios abandonados, estos suelen ser cerrados poco después de ser creados, sin embargo la mayoría de los tiraderos que se ubican en bosques o espacios públicos sin servicios públicos adecuados, continúan operando por periodos indefinidos de tiempo.

[...] un vertedero de múltiples familias de cualquier tamaño o contenido. Los tiraderos al aire libre son ilegales de acuerdo con la Ley de Conservación y Recuperación de Recursos (RCRA). Los riesgos de los tiraderos al aire libre pueden incluir la liberación de tóxicos y metales pesados, la aire y la agua; la mayor presencia de fauna nociva como roedores e insectos; y los peligros físicos tales como el agua hipodérmica, gases venenosos, y/u objetos penetrantes. Agencia de Protección del Medio Ambiente